# Vila Franca de Xira
Vila Franca de Xira este un oraș în Districtul Lisabona, Portugalia.